# メルクリウスとアルゴス (ルーベンス)
『メルクリウスとアルゴス』（独: Merkur und Argus、英: Mercury and Argus）は、フランドルのバロック期の巨匠ピーテル・パウル・ルーベンスが1635-1638年にオーク板上に油彩で制作した絵画である。1742年にパリで取得されて以来、ドレスデンのアルテ・マイスター絵画館に所蔵されている。また、ルーベンスと工房が1636-1638年にキャンバス上に油彩で描いた同主題作があり、マドリードのプラド美術館に所蔵されている。

## 作品
両作品ともオウィディウスの『変身物語』 (第5巻) にある物語を主題としている。物語によれば、ユピテルはニンフのイオと恋に落ちた。ユピテルの妻ユノがこの情事を知った時、ユピテルはイオをユノの怒りから守るためにイオを牝牛に変える。ユピテルの策略を見抜いたユノは牝牛のイオを自身への贈り物として要求し、100の目を持つ羊飼いアルゴスの監視下に置く。ユピテルはアルゴスを殺し、イオを取り戻すために、悪知恵の働く伝令メルクリウス送る。メルクリウスはフルートの音楽でアルゴスを眠らせ、その首を切った。
ドレスデンにある作品では、メルクリウスは剣に手を伸ばしている。一方、プラド美術館にある作品では、メルクリウスはアルゴスに切りかかっているところである。
なお、プラド美術館の作品は、スペイン国王フェリペ4世がトーレ・デ・ラ・パラーダ (狩猟休憩塔)の装飾のためにルーベンスに委嘱した60点以上の神話画連作をなしていた。この連作には与えられた時間が少なかったため、作品の多くはルーベンス自身の下絵をもとに別の画家によって制作された。『メルクリウスとアルゴス』もルーベンスが工房の協力を得て、描いた作品である。